# フアン・ホセ・ロドリゲス
フアン・ホセ・ロドリゲス（Juan José Rodríguez Morales、1967年6月23日 - ）は、コスタリカの元サッカー選手。元コスタリカ代表。ポジションはディフェンダー。

## 来歴
2002年4月にコスタリカ代表デビュー。2002 FIFAワールドカップのメンバーにも選ばれた。コスタリカ代表で4試合に出場した。

## 代表歴

### 出場大会
- コスタリカ代表
  - 2002 FIFAワールドカップ

### 試合数
- 国際Aマッチ 4試合 0得点（2002年）[1]

| コスタリカ代表 | 国際Aマッチ | 国際Aマッチ |
| 年             | 出場        | 得点        |
| -------------- | ----------- | ----------- |
| 2002           | 4           | 0           |
| 通算           | 4           | 0           |